# Valdujo
Valdujo es una freguesia portuguesa del municipio de Trancoso. Según el censo de 2021, tiene una población de 159 habitantes.